# Diponegorostadion
Het Diponegorostadion is een multifunctioneel stadion in Banyuwangi, een stad in Indonesië (Oost-Java). 
Het stadion wordt vooral gebruikt voor voetbalwedstrijden, de voetbalclub Persewangi Banyuwangi maakt gebruik van dit stadion. In het stadion is plaats voor 6.000 toeschouwers. 